# 찰스 핑크니
찰스 핑크니(Charles Pinckney, 1757년 10월 26일 ~ 1824년 10월 29일)는 미국 사우스캐롤라이나 출신의 정치인이며 미국 헌법의 서명자, 사우스캐롤라이나 주지사, 미국 상원 의원 및 하원 의원이다. 역시 헌법에 서명한 찰스 코츠워스 핑크니는 사촌이다.
핑크니의 직계 자손 중에 7명의 사우스캐롤라이나 주지사가 태어났으며, 그중 몇몇은 메이뱅크 가문이나 렛 가문 등 사우스캐롤라이나에서도 저명한 가문이 되었다.

## 어린 시절
핑크니는 사우스캐롤라이나의 찰스턴에서 태어났다. 같은 이름인 아버지 찰스 핑크니 대령은 부유한 변호사이자, 농장주이며, 1782년에 죽을 때, 시 교외의 땅 스니 농장을 아들에게 남겼다. 핑크니는 도시에서 교육을 받았고, 1779년에는 거기에서 법률 실무를 시작했다.
그 즈음 미국 독립 전쟁이 이미 시작되었고, 아버지는 혁명에 대해 주저했지만, 핑크니는 민병대에 참여했다. 중위로 임관되고 1779년 9월부터 10월 사바나 공성전에 참전했다. 이듬해 영국군에 의해 찰스턴이 함락되면서 핑크니는 포로로 잡혀 1781년 6월까지 포로가 되었다.
핑크니 또한 행정 경력을 쌓기 시작했고, 1777년에서 1778년과 1784년에서 1787년에 대륙 회의 대의원, 1779년에서 1780년과 1786년에서 1789년 및 1792년에서 1796년에 주의회 의원을 맡았다. 민족주의자였던 핑크니는 대륙 회의 대의원으로 열심히 일하면서 미국이 미시시피강 항해권을 얻기 의회의 권력을 강화하는데 기여했다.

## 미국 헌법
필라델피아에서 열린 미국 헌법 제정 회의에서 핑크니의 역할은 논쟁의 대상이 되고 있다. 핑크니는 가장 젊은 대의원이었으며, 이후 가장 영향력 있는 인물이 되었으며, 헌법의 기초가 된 핑크니 플랜이라는 초안을 제출했다고 주장했다. 그는 에드먼드 랜돌프가 제출한 ‘버지니아 안’을 받았지만, 다른 대의원들로부터 외면을 당했다. 역사학자의 그를 중요한 기여를 한 대표단으로 평가를 하고 있다. 그러나 이러한 역사가도 핑크니는 지도층에 들어가 있던 것은 긍정적으로 평가했다. 핑크니 아직 24세에 불과한 것을 자랑스럽게 생각했으며, 최연소 대의원으로 차별성을 주장하는 것이 가능했지만, 그는 실제로는 30세였다. 회의에는 전체 기간 참석을 했으며, 종종 발언을 통해 효과를 거두고 최종 원고 작성에 크게 기여했으며, 토론 중에 제기된 문제를 해결하고, 지도했다. 1788년에 사우스캐롤라이나 헌법을 비준할 때도 작업을 했다.
같은 해에 부유하고, 정치적인 힘도 있었던 상인 헨리 로렌스의 딸, 메리 엘레노어 로렌스와 결혼했다. 부부는 3명 이상을 아이를 가졌다. 장남 헨리 로렌스 핑크니는 미국 의회 의원 및 찰스턴 시장이 되었다. 아내의 의형제로는 존 로렌스 대령과 사우스캐롤라이나 상원 의원 데이비드 램지가 있었다. 다른 의형제가 사우스캐롤라이나 주지사 존 러틀리지의 딸과 결혼했다. 사위 로버트 영 해인은 사우스캐롤라이나 상원 의원, 주지사 및 찰스턴 시장이 되었다.

## 주지사와 상원의원
이후 핑크니 경력이 생겨났다. 1789년에서 1792년에 사우스캐롤라이나 주지사가 되었고, 1790년에는 헌법 선정 회의의 의장을 맡았다. 이 기간 동안 연방당과 관계를 갖게되었으며, 사촌 찰스 코츠워스 핑크니와 함께 지도자가 되었다. 그러나 시간이 지남에 따라 견해를 달리하기 시작했다. 1795년, 연방당원들이 밀어주는 제이 조약을 공격했고, 또한 자신의 출신인 사우스캐롤라이나 동부의 상류층에 대항하는 배후의 민주공화당에 가세하게 되었다. 1796년에 다시 주지사가 되었고, 1798년에는 민주공화당의 지지로 미국 상원 의원이 되었다. 상원에서는 이전 소속된 연방당을 격렬하게 공격했고, 1800년 미국 대통령 선거에서는 사우스캐롤라이나의 토머스 제퍼슨의 선거 운동을 관리했다.

## 대사, 주지사
대통령에 당선된 제퍼슨은 핑크니를 1801년에서 1805년까지 스페인 대사에 임명했다. 스페인 대사 업무를 할 때, 스페인으로부터 플로리다 매입을 위해 과감하게 추진했지만, 실패로 돌아갔고, 1803년에는 프랑스로부터 루이지애나 인수를 할 때 이것을 스페인에게 묵인하도록 힘을 발휘했다.
외교관으로서 임무를 완수하면사 그 생각은 더욱 민주주의에 접근해 있었고, 찰스턴에서 다시 주 민주공화당을 이끌었다. 1805년에서 1806년은 주의회 의원이 되어 다시 주지사로 선정되어 1806년부터 1808년까지 역임했다. 이 임기 중에 의회의 의석을 재분배하고, 오지 대의원 수를 개선하고 또한 백인 남성의 보통 선거를 제창했다. 1810년에서 1814년까지 다시 의회 의원을 역임한 후 일시적으로 정계를 은퇴했다. 1818년, 미국 하원 의원 선거에서 승리하였고 미주리 타협에 반대하기 위해 싸웠다.

## 유산
1821년, 핑크니 건강이 쇠약해지기 시작하여 정치권에서 최종 은퇴를 했다. 1824년, 67세 생일 3일 뒤에 사망했다. 찰스턴 세인트 필립스 성공회 교회 묘지에 묻혀있다.
핑크니의 스니 농장은 찰스 핑크니 국립 사적지로 보존되고 있다.
아들 헨리 로렌스 핑크니(1794년 9월 24일 ~ 1863년 2월 3일), 사우스캐롤라이나 선출의 미국 상원 의원이 되었다.

## 역대 선거 결과
| 선거명      | 직책명                                | 대수 | 정당       | 득표율  | 득표수   | 결과 | 당락                             |
| ----------- | ------------------------------------- | ---- | ---------- | ------- | -------- | ---- | -------------------------------- |
| 1789년 선거 | 사우스캐롤라이나 주지사               | 37대 | 연방주의당 | 100.00% | 26,520표 | 1위  | 사우스캐롤라이나 주지사 당선     |
| 1796년 선거 | 사우스캐롤라이나 주지사               | 37대 | 민주공화당 | 62.14%  | 87표     | 1위  | 사우스캐롤라이나 주지사 당선     |
| 1798년 선거 | 상원의원 (사우스캐롤라이나 제2부)     | 6대  | 민주공화당 | 55.63%  | 79표     | 1위  | 사우스캐롤라이나주 상원의원 당선 |
| 1806년 선거 | 사우스캐롤라이나 주지사               | 37대 | 민주공화당 | 52.52%  | 73표     | 1위  | 사우스캐롤라이나 주지사 당선     |
| 1818년 선거 | 하원의원 (사우스캐롤라이나 제1선거구) | 16대 | 민주공화당 | 48.99%  | 1,164표  | 1위  | 사우스캐롤라이나주 하원의원 당선 |